# 佐波郡 (山口県)
- 令制国一覧 > 山陽道 > 周防国 > 佐波郡
- 日本 > 中国地方 > 山口県 > 佐波郡

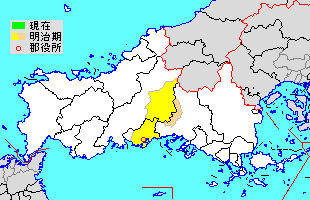
山口県佐波郡の位置（薄黄：後に他郡に編入された区域）

佐波郡（さばぐん）は、山口県（周防国）にあった郡。

## 郡域
1879年（明治12年）に行政区画として発足した当時の郡域は、下記の区域にあたる。
- 防府市の大部分（台道・切畑を除く）
- 山口市の一部（徳地各町）
- 周南市の一部（馬神・米光・垰・夏切・高瀬・巣山）

## 歴史

### 近世以降の沿革
- 「旧高旧領取調帳」に記載されている明治初年時点での支配は以下の通り。（51村）

| 知行 | 知行       | 村数 | 村名 |
| ---- | ---------- | ---- | --- |
| 藩領 | 周防山口藩 | 49村 | 柚木村、野谷村、船路村、引谷村、八坂村、三谷村、深谷村、小古祖村、堀村、伊賀地村、岸見村、島地村、山畑村、藤木村、上村、馬神村、米光村、垰村、夏切村、高瀬村、巣山村、串村、鯖河内村、三田尻村、東佐波令村、西佐波令村、仁井令村、伊佐江村、植松村、新田村、向島、浜方、田島村、西浦村、上右田村、下右田村、大崎村、佐野村、江泊村、牟礼村、真尾村、中山村、鈴屋村、奈美村、奥畑村、和字村、久兼村、切畑村、高井村 |
| 藩領 | 周防徳山藩 | 2村  | 富海村、野島 |

- 明治4年
  - 6月19日（1871年8月5日） - 徳山藩が廃藩。領地が山口藩の管轄となる。
  - 7月14日（1871年8月29日） - 廃藩置県により山口県の管轄となる。
  - 11月15日（1871年12月26日） - 第1次府県統合により山口県の管轄となる。
- 明治初年 - 浜方が改称して浜方村となる。
- 明治11年（1878年） - 切畑村の所属郡が吉敷郡に変更。（50村）
- 明治12年（1879年）1月6日 - 郡区町村編制法の山口県での施行により行政区画としての佐波郡が発足。郡役所が三田尻村に設置。

### 町村制以降の沿革

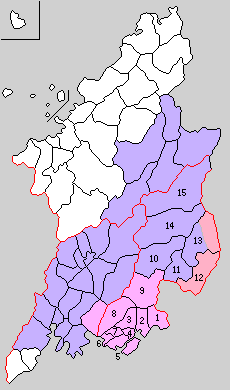
1.富海村 2.牟礼村 3.佐波村 4.三田尻村 5.中関村 6.西浦村 7.華城村 8.右田村 9.小野村 10.出雲村 11.島地村 12.和田村 13.串村 14.八坂村 15.柚野村（紫：山口市 桃：防府市 赤：周南市）

- 明治22年（1889年）4月1日 - 町村制の施行により、下記の各村が発足。特記以外は現・防府市。（15村）
  - 富海村（単独村制）
  - 牟礼村 ← 江泊村、牟礼村
  - 佐波村 ← 東佐波令村、宮市町[5]、西佐波令村
  - 三田尻村 ← 三田尻町[6]、三田尻村、新田村、野島
  - 中関村 ← 浜方村、田島村、向島
  - 西浦村（単独村制）
  - 華城村 ← 仁井令村、伊佐江村、植松村
  - 右田村 ← 上右田村、下右田村、高井村、大崎村、佐野村
  - 小野村 ← 真尾村、和字村、久兼村、奥畑村、鈴屋村、奈美村、中山村
  - 出雲村 ← 岸見村、伊賀地村、堀村、小古祖村、深谷村（現・山口市）
  - 島地村 ← 上村、藤木村、島地村、山畑村（現・山口市）
  - 和田村 ← 高瀬村、夏切村、垰村、米光村、馬神村（現・周南市）
  - 串村 ← 巣山村（現・周南市）、鯖河内村、串村（現・山口市）
  - 八坂村 ← 三谷村、八坂村、引谷村、船路村（現・山口市）
  - 柚野村 ← 野谷村、柚木村（現・山口市）
- 明治29年（1896年）9月1日 - 郡制を施行。
- 明治35年（1902年）1月1日 - 佐波村・三田尻村が合併して防府町が発足。（1町13村）
- 大正12年（1923年）4月1日 - 郡会が廃止。郡役所は存続。
- 大正15年（1926年）
  - 7月1日 - 郡役所が廃止。以降は地域区分名称となる。
  - 11月1日 - 中関村が町制施行して中関町となる。（2町12村）
- 昭和11年（1936年）8月25日 - 防府町・中関町・華城村・牟礼村が合併して防府市が発足し、郡より離脱。（10村）
- 昭和14年（1939年）11月3日 - 西浦村が防府市に編入。（9村）
- 昭和26年（1951年）4月1日 - 右田村が防府市に編入。（8村）
- 昭和29年（1954年）4月1日 - 富海村が防府市に編入。（7村）
- 昭和30年（1955年）
  - 4月1日 - 出雲村・島地村・串村・八坂村・柚野村が合併して徳地町が発足。（1町2村）
  - 4月10日 - 小野村が防府市に編入。（1町1村）
  - 11月1日
    - 和田村が都濃郡南陽町に編入。（1町）
    - 徳地町の一部（巣山）が都濃郡鹿野町に編入。
- 平成17年（2005年）10月1日 - 徳地町が山口市・吉敷郡秋穂町・阿知須町・小郡町と合併し、改めて山口市が発足。同日佐波郡消滅。

### 変遷表
| 明治22年以前 | 明治22年 4月1日 町村制施行 | 明治22年 - 大正15年         | 昭和元年 - 昭和30年          | 昭和元年 - 昭和30年                | 昭和31年 - 昭和64年               | 平成元年 - 現在              | 現在   |
| ------------ | -------------------------- | --------------------------- | ---------------------------- | ---------------------------------- | --------------------------------- | ---------------------------- | ------ |
| 三田尻町     | 三田尻村                   | 明治35年1月1日 防府町       | 昭和11年8月25日 防府市       | 防府市                             | 防府市                            | 防府市                       | 防府市 |
| 三田尻村     | 三田尻村                   | 明治35年1月1日 防府町       | 昭和11年8月25日 防府市       | 防府市                             | 防府市                            | 防府市                       | 防府市 |
| 新田村       | 三田尻村                   | 明治35年1月1日 防府町       | 昭和11年8月25日 防府市       | 防府市                             | 防府市                            | 防府市                       | 防府市 |
| 野島         | 三田尻村                   | 明治35年1月1日 防府町       | 昭和11年8月25日 防府市       | 防府市                             | 防府市                            | 防府市                       | 防府市 |
| 東佐波令村   | 佐波村                     | 明治35年1月1日 防府町       | 昭和11年8月25日 防府市       | 防府市                             | 防府市                            | 防府市                       | 防府市 |
| 宮市町       | 佐波村                     | 明治35年1月1日 防府町       | 昭和11年8月25日 防府市       | 防府市                             | 防府市                            | 防府市                       | 防府市 |
| 西佐波令村   | 佐波村                     | 明治35年1月1日 防府町       | 昭和11年8月25日 防府市       | 防府市                             | 防府市                            | 防府市                       | 防府市 |
| 浜方村       | 中関村                     | 大正15年11月1日 町制 中関町 | 昭和11年8月25日 防府市       | 防府市                             | 防府市                            | 防府市                       | 防府市 |
| 田島村       | 中関村                     | 大正15年11月1日 町制 中関町 | 昭和11年8月25日 防府市       | 防府市                             | 防府市                            | 防府市                       | 防府市 |
| 向島         | 中関村                     | 大正15年11月1日 町制 中関町 | 昭和11年8月25日 防府市       | 防府市                             | 防府市                            | 防府市                       | 防府市 |
| 仁井令村     | 華城村                     | 華城村                      | 昭和11年8月25日 防府市       | 防府市                             | 防府市                            | 防府市                       | 防府市 |
| 伊佐江村     | 華城村                     | 華城村                      | 昭和11年8月25日 防府市       | 防府市                             | 防府市                            | 防府市                       | 防府市 |
| 植松村       | 華城村                     | 華城村                      | 昭和11年8月25日 防府市       | 防府市                             | 防府市                            | 防府市                       | 防府市 |
| 牟礼村       | 牟礼村                     | 牟礼村                      | 昭和11年8月25日 防府市       | 防府市                             | 防府市                            | 防府市                       | 防府市 |
| 江泊村       | 牟礼村                     | 牟礼村                      | 昭和11年8月25日 防府市       | 防府市                             | 防府市                            | 防府市                       | 防府市 |
| 西浦村       | 西浦村                     | 西浦村                      | 昭和14年11月3日 防府市に編入 | 防府市                             | 防府市                            | 防府市                       | 防府市 |
| 上右田村     | 右田村                     | 右田村                      | 昭和26年4月1日 防府市に編入  | 防府市                             | 防府市                            | 防府市                       | 防府市 |
| 下右田村     | 右田村                     | 右田村                      | 昭和26年4月1日 防府市に編入  | 防府市                             | 防府市                            | 防府市                       | 防府市 |
| 高井村       | 右田村                     | 右田村                      | 昭和26年4月1日 防府市に編入  | 防府市                             | 防府市                            | 防府市                       | 防府市 |
| 大崎村       | 右田村                     | 右田村                      | 昭和26年4月1日 防府市に編入  | 防府市                             | 防府市                            | 防府市                       | 防府市 |
| 佐野村       | 右田村                     | 右田村                      | 昭和26年4月1日 防府市に編入  | 防府市                             | 防府市                            | 防府市                       | 防府市 |
| 富海村       | 富海村                     | 富海村                      | 昭和29年4月1日 防府市に編入  | 防府市                             | 防府市                            | 防府市                       | 防府市 |
| 真尾村       | 小野村                     | 小野村                      | 昭和30年4月10日 防府市に編入 | 防府市                             | 防府市                            | 防府市                       | 防府市 |
| 和字村       | 小野村                     | 小野村                      | 昭和30年4月10日 防府市に編入 | 防府市                             | 防府市                            | 防府市                       | 防府市 |
| 久兼村       | 小野村                     | 小野村                      | 昭和30年4月10日 防府市に編入 | 防府市                             | 防府市                            | 防府市                       | 防府市 |
| 奥畑村       | 小野村                     | 小野村                      | 昭和30年4月10日 防府市に編入 | 防府市                             | 防府市                            | 防府市                       | 防府市 |
| 鈴屋村       | 小野村                     | 小野村                      | 昭和30年4月10日 防府市に編入 | 防府市                             | 防府市                            | 防府市                       | 防府市 |
| 奈美村       | 小野村                     | 小野村                      | 昭和30年4月10日 防府市に編入 | 防府市                             | 防府市                            | 防府市                       | 防府市 |
| 中山村       | 小野村                     | 小野村                      | 昭和30年4月10日 防府市に編入 | 防府市                             | 防府市                            | 防府市                       | 防府市 |
| 岸見村       | 出雲村                     | 出雲村                      | 昭和30年4月1日 徳地町        | 徳地町                             | 徳地町                            | 平成17年10月1日 山口市の一部 | 山口市 |
| 伊賀地村     | 出雲村                     | 出雲村                      | 昭和30年4月1日 徳地町        | 徳地町                             | 徳地町                            | 平成17年10月1日 山口市の一部 | 山口市 |
| 堀村         | 出雲村                     | 出雲村                      | 昭和30年4月1日 徳地町        | 徳地町                             | 徳地町                            | 平成17年10月1日 山口市の一部 | 山口市 |
| 小古祖村     | 出雲村                     | 出雲村                      | 昭和30年4月1日 徳地町        | 徳地町                             | 徳地町                            | 平成17年10月1日 山口市の一部 | 山口市 |
| 深谷村       | 出雲村                     | 出雲村                      | 昭和30年4月1日 徳地町        | 徳地町                             | 徳地町                            | 平成17年10月1日 山口市の一部 | 山口市 |
| 島地村       | 島地村                     | 島地村                      | 昭和30年4月1日 徳地町        | 徳地町                             | 徳地町                            | 平成17年10月1日 山口市の一部 | 山口市 |
| 上村         | 島地村                     | 島地村                      | 昭和30年4月1日 徳地町        | 徳地町                             | 徳地町                            | 平成17年10月1日 山口市の一部 | 山口市 |
| 藤木村       | 島地村                     | 島地村                      | 昭和30年4月1日 徳地町        | 徳地町                             | 徳地町                            | 平成17年10月1日 山口市の一部 | 山口市 |
| 山畑村       | 島地村                     | 島地村                      | 昭和30年4月1日 徳地町        | 徳地町                             | 徳地町                            | 平成17年10月1日 山口市の一部 | 山口市 |
| 八坂村       | 八坂村                     | 八坂村                      | 昭和30年4月1日 徳地町        | 徳地町                             | 徳地町                            | 平成17年10月1日 山口市の一部 | 山口市 |
| 三谷村       | 八坂村                     | 八坂村                      | 昭和30年4月1日 徳地町        | 徳地町                             | 徳地町                            | 平成17年10月1日 山口市の一部 | 山口市 |
| 引谷村       | 八坂村                     | 八坂村                      | 昭和30年4月1日 徳地町        | 徳地町                             | 徳地町                            | 平成17年10月1日 山口市の一部 | 山口市 |
| 船路村       | 八坂村                     | 八坂村                      | 昭和30年4月1日 徳地町        | 徳地町                             | 徳地町                            | 平成17年10月1日 山口市の一部 | 山口市 |
| 野谷村       | 柚野村                     | 柚野村                      | 昭和30年4月1日 徳地町        | 徳地町                             | 徳地町                            | 平成17年10月1日 山口市の一部 | 山口市 |
| 柚木村       | 柚野村                     | 柚野村                      | 昭和30年4月1日 徳地町        | 徳地町                             | 徳地町                            | 平成17年10月1日 山口市の一部 | 山口市 |
| 串村         | 串村                       | 串村                        | 昭和30年4月1日 徳地町        | 徳地町                             | 徳地町                            | 平成17年10月1日 山口市の一部 | 山口市 |
| 鯖河内村     | 串村                       | 串村                        | 昭和30年4月1日 徳地町        | 徳地町                             | 徳地町                            | 平成17年10月1日 山口市の一部 | 山口市 |
| 巣山村       | 串村                       | 串村                        | 昭和30年4月1日 徳地町        | 昭和30年11月1日 都濃郡鹿野町に編入 | 都濃郡鹿野町の一部                | 平成15年4月21日 周南市の一部 | 周南市 |
| 高瀬村       | 和田村                     | 和田村                      | 和田村                       | 昭和30年11月1日 都濃郡南陽町に編入 | 昭和45年11月1日 改称市制 新南陽市 | 平成15年4月21日 周南市の一部 | 周南市 |
| 夏切村       | 和田村                     | 和田村                      | 和田村                       | 昭和30年11月1日 都濃郡南陽町に編入 | 昭和45年11月1日 改称市制 新南陽市 | 平成15年4月21日 周南市の一部 | 周南市 |
| 垰村         | 和田村                     | 和田村                      | 和田村                       | 昭和30年11月1日 都濃郡南陽町に編入 | 昭和45年11月1日 改称市制 新南陽市 | 平成15年4月21日 周南市の一部 | 周南市 |
| 米光村       | 和田村                     | 和田村                      | 和田村                       | 昭和30年11月1日 都濃郡南陽町に編入 | 昭和45年11月1日 改称市制 新南陽市 | 平成15年4月21日 周南市の一部 | 周南市 |
| 馬神村       | 和田村                     | 和田村                      | 和田村                       | 昭和30年11月1日 都濃郡南陽町に編入 | 昭和45年11月1日 改称市制 新南陽市 | 平成15年4月21日 周南市の一部 | 周南市 |

## 行政
歴代郡長
| 代 | 氏名 | 就任年月日               | 退任年月日                | 備考                   |
| -- | ---- | ------------------------ | ------------------------- | ---------------------- |
| 1  |      | 明治12年（1879年）1月6日 |                           |                        |
|    |      |                          | 大正15年（1926年）6月30日 | 郡役所廃止により、廃官 |